# Metilciclobutano
Metilciclobutano é o cicloalcano ramificado derivado do ciclobutano com um grupo metil.

## Uso
O metilciclobutano é utilizado como solvente, tendo baixo ponto de ebulição, a 36,3ºC, e é um agente tóxico.

## Fórmula
Sua fórmula molecular é {\displaystyle {\ce {C5H10}}}.